# تحاول

المساران المتقطِّعان الموضحان أعلاه متحاولان بالنسبة إلى نقطتَي نهايتهما. يمثل الرسم المتحرك أحد التحاولات المحتملة.

في الطوبولوجيا، تسمى دالتين مستمرتين من فضاء طوبولوجي واحد لفضاء آخر بدالتين متحاولتين (بالإنجليزية: Homotopic، من اليونانية ὁμός (homós) = نفس، مشابه، و τόπος (tópos) = مكان) وإذا كانت إحدى الدالَّتين «معدَّلة التشكيل باستمرار» للأخرى، فمثل هذا التعديل يُسمَّى تَحَاوُل أو تشوه مستمر (بالإنجليزية: Homotopy)‏ بين هاتين الدالتَّين. من الاستخدامات البارزة لمفهوم التحاول هو تحديد وتعريف زمر التحاول وزمر التحاول المقابل (Cohomotopy), وهما من أهمَّ الثوابت الجبرية في الطوبولوجيا الجبرية.
عمليًا، يوجد بعض الصعوبات التقنية في استخدام التحاول مع فضاءات مُعيَّنة. يتعامل علماء الطوبولوجيا الجبرية مع الفضاء المُولِّد التَرَاصِيّ [الإنجليزية]، أو المُجمَّعات الخلوية [الإنجليزية] (CW complexes) أو الأطياف [الإنجليزية].

## التعريف الاصطلاحي

An isotopy of a coffee cup into a doughnut (طارة).

اصطلاحيًا، إذا ُوُجِدت مِثليَّة التوضُّع بين الدالتَّين المُتَّصلتين f وg من
فضاء طوبولوجي X للفضاء الطوبولوجي Y إذًا فهذه دالَّة مُتَّصلة H : X × [0,1] → Y ناتجة من حاصل ضرب الفضاء X مع فترة المجموعة المُتكاملة [0,1] إلى Y حيث، إذا x ∈ X إذًا H(x,0) = f(x) وأيضًا H(x,1) = g(x).
وإذا اعتبرنا الوسيط الثاني للقيمة H على أنها تُمثِّل الوقت إذًا القيمة H توصف التعديل المُستمِّر للقيمة f في g: فعندما يكون الوقت 0 تكون الدالَّة f وحين يكون الوقت 1 تكون الدالَّة g.
إحدى الملاحظات البديلة هي أنه إذا وُجِدت مِثليَّة التوضُّع بين دالتَّين مُتَّصلتين f, g : X → Y هي مجموعة من الدالَّات المُتَّصلة ht : X → Y للقيمة t ∈ [0,1] حيث h0 = f وh1 = g, والرسم البياني t ↦ ht تصبح مُتَّصلة من [0,1] وحتى فضاء الدالَّات المُتَّصلة X → Y. وتتطابق الصيغتان من خلال تحديد ht(x) = H(x,t).